# Canella Challenger 2000
Il Canella Challenger 2000 è stato un torneo di tennis facente parte della categoria ATP Challenger Series nell'ambito dell'ATP Challenger Series 2000. Il torneo si è giocato a Biella in Italia dal 18 al 24 settembre 2000 su campi in terra rossa.

## Vincitori

### Singolare
Filippo Volandri ha battuto in finale  Hernán Gumy con il punteggio di 6–3, 6–2

### Doppio
Martín García /  Mariano Puerta hanno battuto in finale  Simon Aspelin /  Fredrik Bergh con il punteggio di 6–2, 4–6, 6–4